# Державний житловий фонд
Держа́вний житлови́й фо́нд – житловий фонд місцевих Рад народних депутатів та житловий фонд, який знаходиться у повному господарському віданні чи оперативному управлінні державних підприємств, організацій, установ.